# 인동도서관
인동도서관은 경상북도 구미시 소재의 시립 도서관이다.

## 연혁
- 1997.09.11 인동도서관 착공
- 1999.12.27 인동도서관 준공
- 2000.07.11 도서관 본관 개관

## 이용 안내
이용 시간
휴관일
- 자료실
  - 정기휴관일: 매월 두번째, 네번째 월요일 및 법정공휴일
  - 임시휴관일: 장서점검 등 도서관사정으로 인한 임시휴일
- 일반열람실: 1월 1일, 설 연휴, 추석 연휴